# Атирки
Атирки (бел. Аціркі) — деревня в Конковичском сельсовете Петриковского района Гомельской области Беларуси.

## География

### Расположение
В 14 км на восток от Петрикова, 11 км от железнодорожной станции Муляровка (на линии Лунинец — Калинковичи), 190 км от Гомеля.

### Гидрография
На реке Бобрик (приток реки Припять).

## Транспортная сеть
Транспортные связи по просёлочной, затем автомобильной дороге Лунинец — Гомель. Планировка состоит из короткой широтной улицы, пересекаемой 2 короткими улицами. Жилые дома деревянные, усадебного типа.

## История
По письменным источникам известна с конца XVII века. В инвентаре 1700 года обозначена в Мозырском повете Минского воеводства Великого княжества Литовского. После 2-го раздела Речи Посполитой (1793 год) в составе Российской империи. Мещанин Матусевич в 1825 году владел в деревне 60 десятинами земли. В 1834 году в составе поместья Петриков. Офицеры Генерального штаба Российской армии, которые посетили эти места в 1860-е годы, отмечали обособленность и неприметность этого селения. В 1917 году в Петриковской волости. В 1930 году организован колхоз. Во время Великой Отечественной войны 25 жителей погибли на фронте. Согласно переписи 1959 года в составе колхоза имени В. И. Ленина (центр — деревня Конковичи).

## Население

### Численность
- 2004 год — 36 хозяйств, 57 жителей.

### Динамика
- 1795 год — 11 дворов.
- 1834 год — 15 дворов, 84 жителя.
- 1917 год — 264 жителя.
- 1959 год — 250 жителей (согласно переписи).
- 2004 год — 36 хозяйств, 57 жителей.